# Lillsjön (Riala socken, Uppland)
Lillsjön är en sjö i Norrtälje kommun i Uppland och ingår i Norrtäljeån-Åkerströms kustområde.